# Every Extend Extra
Every Extend Extra est un jeu vidéo de type shoot them up développé par Q Entertainment et sorti en 2006 sur PlayStation Portable. Le jeu a été dirigé par Tetsuya Mizuguchi. C'est une adaptation du logiciel gratuit Every Extend, développé par Kanta Matsuhisa. Une version Xbox 360, Every Extend Extra Extreme, a vu le jour sur le Xbox Live Arcade en 2007.

## Système de jeu
Dans la continuité des précédents titres de Tetsuya Mizuguchi, comme Rez, Lumines ou Meteos, Every Extend Extra propose un concept de jeu novateur. Le gameplay se situe à mi-chemin entre le shoot them up et le jeu de réflexion. Le joueur contrôle un vaisseau confronté à des ennemis dont il doit éviter les tirs nourris. À la différence du shoot them up, le vaisseau ne peut répondre par le feu et, contrairement aux conventions, la destruction du vaisseau devient alors un élément de réussite puisqu'elle constitue le seul moyen d'éliminer les adversaires. Le joueur doit auto-détruire son vaisseau afin d'entraîner une réaction en chaîne destructrice. Le nombre de vies (les « Extends ») étant limité, le but du jeu consiste à optimiser l'explosion pour qu'elle entraîne le plus de dégâts possible. Il s'agit donc de planifier le déplacement des ennemis et de se positionner idéalement, tout en continuant à éviter les tirs, avant de lancer la détonation. En réalisant d'importantes combos, le joueur récupère des bonifications, dont de nouveaux « extends », ce qui amène le joueur à prendre encore plus de risques. Au fur et à mesure de l'avancée, le jeu nécessite d'élaborer des stratégies toujours plus complexes, notamment contre les boss.

## Multijoueur
Le jeu propose aussi un Mode Duel dans lequel deux joueurs s'affrontent en Ad hoc.
Chaque joueur verra sur son écran un gros engin qui, lorsqu'il reçoit des dégâts, se dirige hors de l'écran d'un joueur tout en se rapprochant de l'écran de l'autre. Le but du jeu est de faire partir complètement cet engin de l'écran. Le gagnant est celui qui aura réussi à faire partir l'engin de son écran.
Lorsqu'un joueur inflige des dégâts à l'engin (réactions en chaîne seulement), celui-ci s'éloigne de son écran et en même temps se rapproche de l'écran de son adversaire. Plus la réaction en chaîne effectuée est longue, plus loin s'éloigne l'engin de l'écran du joueur qui a fait les dégâts, et plus près se rapproche cet engin de l'écran de l'autre joueur. L'engin flotte de plus en plus vers l'écran de l'autre joueur tant que celui-ci ne lui inflige pas de dégâts. La partie se termine lorsque l'engin arrive au centre de l'écran, tremble, commence à briller puis explose, le tout du côté du perdant (le gagnant verra lui aussi l'engin faire tout cela, mais en arrière-plan).
Il n'y a ni de limite de stock, ni de limite de temps, et le score importe peu, contrairement au cas du Mode Solo. Les Quickens restent cependant disponibles.
Seuls les réactions en chaîne peuvent infliger des dégâts à l'engin; les explosions normales du vaisseau n'affecte pas du tout l'engin. Le vaisseau se détruit au contact avec l'engin. Il est aussi à noter que les vaisseaux des deux joueurs ne se rencontreront jamais.

## Réalisation
Le jeu propose des visuels abstraits aux couleurs psychédéliques et une bande-son techno. Tetsuya Mizuguchi explique que les sons et les effets visuels des explosions « répondent » à la musique. Ce travail sur l'association entre les sens (la musique, les couleurs) est distinctive de l'œuvre de Tetsuya Mizuguchi. Les effets provoqués chez le joueur peuvent être apparentés à la synesthésie.

## Histoire du développement
Le concept original du jeu a été inventé par un développeur amateur japonais, Kanta Matsuhisa, dit Omega, qui en a fait Every Extend, un logiciel gratuit sorti sur Windows en 2004. Le jeu a été découvert par un jeune employé de chez Q Entertainment et les membres du studio se sont tous mis à y jouer. Quelqu'un a alors soumis l'idée d'en faire une adaptation « à la sauce Q » sur PSP, et Tetsuya Mizuguchi a été séduit par le projet. Excepté sa nouvelle dimension visuelle et musicale, l'adaptation réalisée reste très fidèle à l'esprit de l'original.

## Réactions
La plupart des critiques de jeu ont salué l'originalité du titre. Certains se sont montrés très enthousiastes, mettant en avant son potentiel addictif comme le magazine Edge (8/10) ou le site IGN (8.1/10). D'autres ont cependant été plus mitigées, relevant l'austérité et le caractère répétitif de l'expérience, comme le magazine Famitsu (29/40) ou le site GameSpot (6.7/10).